# Centrale nucléaire de Leningrad
La centrale nucléaire de Leningrad (en russe : Ленинградская АЭС, Leningradskaïa AES) est située 70 km à l'ouest de Saint-Pétersbourg, en Russie, au bord du golfe de Finlande. La centrale est connue aussi sous le nom de centrale de Sosnovy Bor, du nom de la ville la plus proche (dans l'oblast de Léningrad).
Le propriétaire et exploitant est l'entreprise d'état Rosenergoatom.
Depuis mars 2025, deux réacteurs sont définitivement arrêtés (les unités no 1 et 2), quatre réacteurs sont opérationnels (unités no 3, 4, 5 et 6) et deux sont en cours de construction (unités no 7 et 8). La puissance électrique nette totale est de 3 982 MWe.

## Historique

### Leningrad I
Les quatre premiers réacteur (unités no 1 à 4) sont des réacteurs de grande puissance à tubes de force (dit RBMK), de conception soviétique et datant des années 1970. Chaque réacteur développe une puissance électrique nette de 925 MWe. Les deux premiers réacteurs RBMK sont de génération I, et les deux autres de génération II.
Ils sont tous les quatre d'un design similaire à ceux de la centrale nucléaire ukrainienne de Tchernobyl, à l'origine de la catastrophe nucléaire éponyme en 1986. Aussi, la sûreté de ce modèle de réacteur est jugé insuffisante par la plupart des pays occidentaux. Des travaux d'amélioration ont permis de prolonger leur durée d'exploitation initiale (prévue pour 35 ans) de 15 ans, soit jusqu'à 50 ans par réacteur.

### Leningrad II

Vue de la centrale de Leningrad II

En vue de remplacer les quatre premiers réacteurs, l'entreprise Atomenergoprom démarre la construction de nouveau réacteurs VVER-1200/V491. Ce sont des réacteurs à eau légère pressurisée (REP) de conception Russe, et appartenant à la troisième génération. Les deux premières unité ont puissance électrique nette de 1 066 MWe, et les deux suivantes 1 150 MWe.
La construction de la première tranche du projet Leningrad II (dite Léningrad II-1 ou 5) démarre en 2008. Elle est connectée au réseau en mars 2018 et mise en service commercial en octobre 2018. Les travaux de la seconde tranche débutent en avril 2010 avec une connexion au réseau en octobre 2020. Les travaux de Leningrad II-3 (également appelé Leningrad 7) commencent en mars 2024, et ceux de Leningrad II-4 (ou Leningrad 8) en mars 2025.

## Caractéristiques des réacteurs

### Définitions
Les caractéristiques des réacteurs sont données dans les tableaux ci-après ; les données sont principalement issues de la base de données PRIS (Power Reactor Information System) de l’Agence international de l'énergie atomique (AIEA) qui définit ainsi les termes :
- la puissance nette correspond à la puissance électrique délivrée sur le réseau et sert d'indicateur en termes de puissance installée ;
- la puissance brute correspond à la puissance délivrée par l'alternateur (soit la puissance nette augmentée de la consommation interne de la centrale) ;
- la puissance thermique correspond, à la puissance délivrée par la chaudière nucléaire.

Le début de construction correspond à la date de coulage des fondations du bâtiment réacteur. Une tranche (nom utilisé pour un réacteur complet) est considérée comme opérationnelle après son premier couplage au réseau électrique. La mise en service commerciale est le transfert contractuel de l’installation du constructeur vers le propriétaire ; intervenant en principe après réalisation des tests réglementaires et contractuels, et après fonctionnement continu à 100 % pendant une durée définie au contrat de construction.
| Nom du Réacteur      | Modèle        | Statut          | Puissance   | Puissance   | Puissance        | Début de construction | 1er raccordement au réseau | Mise en service commercial | Date d'arrêt définitif |
| Nom du Réacteur      | Modèle        | Statut          | Nette [MWe] | Brute [MWe] | Thermique [MWth] | Début de construction | 1er raccordement au réseau | Mise en service commercial | Date d'arrêt définitif |
| -------------------- | ------------- | --------------- | ----------- | ----------- | ---------------- | --------------------- | -------------------------- | -------------------------- | ---------------------- |
| Leningrad-1          | RBMK-1000     | Arrêt définitif | 925         | 1 000       | 3 200            | 1er mars 1970         | 21 décembre 1973           | 1er novembre 1974          | 22 décembre 2018       |
| Leningrad-2          | RBMK-1000     | Arrêt définitif | 925         | 1 000       | 3 200            | 1er juin 1970         | 11 juillet 1975            | 11 février 1976            | 10 novembre 2020       |
| Leningrad-3          | RBMK-1000     | Opérationnel    | 925         | 1 000       | 3 200            | 1er décembre 1973     | 7 décembre 1979            | 29 juin 1980               | Prévu en 2030          |
| Leningrad-4          | RBMK-1000     | Opérationnel    | 925         | 1 000       | 3 200            | 1er février 1975      | 9 février 1981             | 29 août 1981               | Prévu en 2031          |
| Leningrad 2-1 (ou 5) | VVER-1200/491 | Opérationnel    | 1 066       | 1 188       | 3 200            | 25 octobre 2008       | 9 février 2018             | 29 octobre 2018            |                        |
| Leningrad 2-2 (ou 6) | VVER-1200/491 | Opérationnel    | 1 066       | 1 188       | 3 200            | 15 avril 2010         | 22 octobre 2020            | 18 mars 2021               |                        |
| Leningrad 2-3 (ou 7) | VVER-1200/491 | En construction | 1 150       | 1 199       | 3 200            | 14 mars 2024          |                            | 2030                       |                        |
| Leningrad 2-4 (ou 8) | VVER-1200/491 | En construction | 1 150       | 1 199       | 3 200            | 20 mars 2025          |                            | 2032                       |                        |

## Incidents et accidents
Un accident nucléaire s'est produit le 18 décembre 2015 à la centrale :
un réacteur a dû être arrêté après qu'un tuyau du circuit de refroidissement ait éclaté, ce qui a entraîné un dégagement de vapeur chaude. Il est difficile de savoir quelle est la teneur en radioactivité de cette vapeur. Selon la direction de la centrale, qui a renvoyé chez eux tous les employés sauf ceux directement impliqués dans la production, la vapeur n'était pas radioactive. Ce réacteur n'ayant qu'un seul circuit de refroidissement, l'eau entre nécessairement en contact avec les assemblages combustibles et leur flux neutronique avant d'être transformée en vapeur : ce qui rendrait la fuite de vapeur radioactive selon Oleg Bodrov, ingénieur et physicien ayant travaillé des années dans l'industrie nucléaire.ee[non neutre]

## Gestion des déchets radioactifs
Les déchets solides peu radioactifs sont pris en charge par Ekomet-S (dont le site est situé à proximité).